# 立方骨
立方骨（りっぽうこつ、ラテン語: cuboideum、英語: cuboideum bone）とは、四肢動物の後肢を構成する短骨の一つである。中間楔状骨、内側楔状骨、外側楔状骨とともに遠位足根骨を構成し、足の内側前面にある。

## 立方骨と関節する骨
- 第4中足骨、第5中足骨、外側楔状骨、舟状骨、踵骨

## 立方骨から起始する筋肉
- 短母趾屈筋

## 舟状骨に停止する筋肉
- 後脛骨筋